# Mariano Taberner y Velasco
Mariano Taberner y Velasco (Toledo, 20 de maig de 1842 - València, 16 de gener de 1915) fou un compositor i director d'orquestra espanyol.
Estudià música a Granada, i als onze anys tocava el violí concertino al teatre. Fou violí concertino al teatre San Fernando de Sevilla, mestre director d'orquestra molts anys i en la seva època se'l considerava com un dels de primera categoria.
Estrenà La Estudiantina, en col·laboració amb Guillermo Cereceda, obra que en la seva època va ser molt popular; unes Sevillanes i els pasdobles de El chaleco blanco i La espada de honor es feren molt populars, però on excel·lí la seva personalitat fou com arranjador; en donen testimoni; El arca de Noé i El chaleco blanco, de Federico Chueca; La espada del honor i Los hijos de Madrid de Guillermo Cereceda, i El alcalde de Strasburgo.
Molt intransigent amb la música i els músics dolents, i degut sens dubte a això, li semblava dolent el seu; per això va escriure tan poc. Fou pare de les tiples de sarsuela Adela i Amparo Taberner.